# Parritas, Chihuahua
Parritas är en ort i Mexiko.   Den ligger i kommunen Saucillo och delstaten Chihuahua, i den nordvästra delen av landet, 1 100 km nordväst om huvudstaden Mexico City. Parritas ligger 1 197 meter över havet och antalet invånare är 584.
Terrängen runt Parritas är platt åt sydväst, men åt nordost är den kuperad. Runt Parritas är det mycket glesbefolkat, med 3 invånare per kvadratkilometer. Närmaste större samhälle är Saucillo, 7,5 km nordväst om Parritas. Omgivningarna runt Parritas är i huvudsak ett öppet busklandskap.